# Naturbahnrodel-Juniorenweltmeisterschaft

Das Logo der FIL

Bei der Naturbahnrodel-Juniorenweltmeisterschaft werden seit 1997 die Juniorenweltmeister im Rennrodeln auf Naturbahn Naturbahnrodeln in den Disziplinen Einsitzer (Damen und Herren) und Doppelsitzer ermittelt. Die Junioren-WM wird vom Internationalen Rodelverband (FIL) organisiert und abwechselnd mit der Naturbahnrodel-Weltmeisterschaft ausgetragen. Zu Beginn fand sie in ungeraden Jahren und seit 2002 immer in geraden Jahren statt. Teilnahmeberechtigt sind Sportler und Sportlerinnen im Alter von 15 bis 20 Jahren. Wie bei den Weltmeisterschaften werden auch bei den Juniorenweltmeisterschaften die Einsitzerbewerbe in drei und der Doppelsitzerbewerb in zwei Wertungsläufen entschieden.
Bis 2012 fanden acht Juniorenweltmeisterschaften in drei Ländern (Italien, Österreich und Deutschland) statt. Erfolgreichstes Teilnehmerland ist Italien, das 15 von 24 möglichen Goldmedaillen gewann und insgesamt 44 von 72 Medaillen holte. An Österreich gingen 7 Gold-, 2 Silber- und 11 Bronzemedaillen und an Russland 2 Gold-, 3 Silber- und 1 Bronzemedaille. Jeweils eine Silber- bzw. Bronzemedaille gewannen Finnland und Slowenien.

## Austragungsorte und Juniorenweltmeister
Folgende Tabelle bietet eine Übersicht über die Austragungsorte und die Juniorenweltmeister sowie Links zu detaillierten Ergebnissen:
| Nr. | Junioren-WM | Austragungsort         | Einsitzer Herren   | Einsitzer Damen        | Doppelsitzer                                 | Team                             |
| --- | ----------- | ---------------------- | ------------------ | ---------------------- | -------------------------------------------- | -------------------------------- |
| 1   | 1997        | Aosta                  | Reinhard Gruber    | Christa Gietl          | Armin Mair – David Mair                      | –                                |
| 2   | 1999        | Hüttau                 | Gerald Kallan      | Jekaterina Lawrentjewa | Joachim Schöpf – Gerald Kammerlander         | –                                |
| 3   | 2002        | Gsies                  | Alexei Lebedew     | Sandra Lanthaler       | Michael Graf – Harald Laimer                 | –                                |
| 4   | 2004        | Kindberg               | Andreas Gruber     | Sandra Lanthaler       | Christian Schopf – Thomas Schopf             | –                                |
| 5   | 2006        | Garmisch-Partenkirchen | Patrick Pigneter   | Melanie Batkowski      | Patrick Pigneter – Florian Clara             | –                                |
| 6   | 2008        | Latsch                 | Christian Schwarz  | Melanie Batkowski      | Thomas Weiss – Andreas Leiter                | –                                |
| 7   | 2010        | Deutschnofen           | Hannes Clara       | Evelin Lanthaler       | Thomas Kammerlander – Christoph Regensburger | –                                |
| 8   | 2012        | Latsch                 | Alex Gruber        | Alexandra Obrist       | Christoph Regensburger – Dominik Holzknecht  | –                                |
| 9   | 2014        | Vatra Dornei           | Aleksei Martianov  | Greta Pinggera         | Egor Dorofeev – Victor Zakharchenko          | Russland – Italien – Deutschland |
| 10  | 2016        | Latsch                 | Fabian Achenrainer | Michelle Diepold       | Andrei Shcheglov – Nikita Tarasov            | –                                |
| 11  | 2018        | Laas                   | Fabian Achenrainer | Alexandra Pfattner     | Fabian Achenrainer – Miguel Brugger          | –                                |
| 12  | 2020        | St. Sebastian          | Fabian Achenrainer | Lisa Walch             | Fabian Achenrainer – Simon Achenrainer       | –                                |
| 13  | 2022        | Jaufental              |                    |                        |                                              |                                  |
| 14  | 2024        | Winterleiten           |                    |                        |                                              |                                  |

## Ewiger Medaillenspiegel
| Platz | Land        | Gold | Silber | Bronze | Gesamt |
| ----- | ----------- | ---- | ------ | ------ | ------ |
| 1.    | Italien     | 18   | 20     | 13     | 49     |
| 2.    | Österreich  | 16   | 03     | 13     | 25     |
| 3.    | Russland    | 10   | 04     | 03     | 13     |
| 4.    | Deutschland | –    | 01     | 01     | 02     |
| 5.    | Finnland    | –    | 01     | –      | 01     |
|       | Neuseeland  | –    | 01     | –      | 01     |
|       | Ukraine     | –    | 01     | –      | 01     |
| 8.    | Slowenien   | –    | –      | 01     | 01     |